# José María Díez Borque
José María Díez Borque (Soria, 15 de agosto de 1947), es catedrático de literatura española en la Universidad Complutense de Madrid. Ha destacado como especialista en el teatro español del Siglo de Oro, sobre todo en las obras de Lope de Vega y Calderón de la Barca.

## Obra
Autoridad en lo que se refiere al teatro español del Siglo de Oro, Díez Borque es autor de numerosas ediciones críticas de obras de Lope, Calderón y otros. Ha publicado distintos manuales de crítica literaria, de historia de la literatura española, copiosas selecciones de textos y dirigido obras como la Historia de la Literatura Española de la editorial Taurus. También ha estudiado la visión que de Madrid y España tenían los viajeros extranjeros en el siglo XVII.

### Libros
- Los espectáculos del teatro y de la fiesta en el Siglo de Oro español, Madrid, Ediciones del Laberinto, 2002. ISBN 84-8483-068-3
- Calderón de la Barca: verso e imagen, (selección), Madrid, Consejería de Educación, 2000. ISBN 84-451-1820-X
- Vistas literarias de Madrid entre siglos: (XIX-XX), introducción y selección de textos, José Mª Díez Borque, Madrid, Consejería de Educación y Cultura, 1998, ISBN 84-451-1529-4
- Manuscritos de escritores madrileños, Madrid, Consejería de Educación y Cultura, 1996. ISBN 84-451-1195-7
- Teoría, forma y función del teatro español de los siglos de oro, Palma de Mallorca, Olañeta, 1996. ISBN 84-7651-264-3
- Literatura de la celebración, verso e imagen en el barroco español, ed. de José María Díez Borque, Madrid, Madrid Capital Europea de la Cultura, 1992
- La vida española en el siglo de Oro, según los extranjeros, Barcelona, Ediciones Serbal, 1990. ISBN 84-7628-067-X
- El Teatro en el siglo XVII, Madrid, Taurus, 1988. (Historia crítica de la literatura hispánica, 9). ISBN 84-306-2509-7
- Los géneros dramáticos en el siglo XVI: el teatro hasta Lope de Vega, Madrid: Taurus, 1987. ISBN 84-306-2508-9(Historia crítica de la literatura hispánica, 8)
- Organización económica de los corrales de comedias madrileños en el siglo XVII, Madrid, 1980
- Sociedad y teatro en la España de Lope de Vega, Barcelona, Antoni Bosch, 1978. ISBN 84-7162-737-X
- Estructura social del Madrid de Lope de Vega, Madrid, CSIC, 1977. ISBN 84-500-2259-2
- Comentario de textos literarios (método y práctica), Madrid, Playor, 1977. 1.ª ed. ISBN 84-359-0040-1. 12.ª ed. (1985)ISBN 84-359-0040-1
- Sociología de la comedia española del siglo XVII, Madrid, Cátedra, 1976. ISBN 84-376-0069-3
- La sociedad española y los viajeros del siglo XVII, Madrid, SEACEX, 1975. ISBN 84-7143-068-*Antolog1ía de la literatura española, Madrid, Guadiana, 1975
- Historia de la literatura española, 2.ª ed, Madrid, Guadiana de Publicaciones, 1974. ISBN 84-251-0156-5 e ISBN 84-251-0152-2
- Literatura y cultura de masas: Estudio de la novela subliteraria, Madrid, Alborak, 1972.

### Ediciones críticas
- Pedro Calderón de la Barca, Obras maestras, coordinadores José Alcalá Zamora y José María Díez Borque, 1.ª ed. Madrid, Castalia, 2000
- Pedro Calderón de la Barca, Una fiesta sacramental barroca: Loa para el auto Entremes de los instrumentos: Auto Sacramental; La segunda esposa y triunfar muriendo; Mojiganga de las visiones de la muerte, Madrid, Taurus, 1984, ISBN 84-306-4141-6
- Pedro Calderón de la Barca, El alcalde de Zalamea, Madrid, Castalia, 1979. 1.ª ed. ISBN 84-7039-237-9. 3.ª ed. 2001. ISBN 84-7039-947-0
- Pedro Calderón de la Barca, Dos tragedias: La hija del aire: El médico de su honra, Madrid, Ed. Nacional, 1978. ISBN 84-276-0433-5
- Lope de Vega, La villana de Getafe, Madrid, Orígenes, 1990. ISBN 84-7825-036-0
- Lope de Vega, El castigo sin venganza, Madrid, Espasa-Calpe, 1998. ISBN 84-239-3850-6. Barcelona, Debolsillo, 2003. ISBN 84-9759-801-6
- Lope de Vega, La dama boba; El mejor alcalde, el rey, Madrid, Castalia, 2001. ISBN 84-7039-924-1
- Lope de Vega, La moza de Cántaro, Madrid, Espasa-Calpe, 1990. ISBN 84-239-1905-6
- Poesía erótica (siglos XVI-XX), edición [adaptación, introducción y notas] a cargo de José María Diez Borque, Madrid, Siro, 1977. ISBN 84-400-2859-8
- Lope de Vega, El mejor alcalde, el Rey, Madrid, Retorno, 1973. Madrid, Istmo, 1974. ISBN 84-7090-053-6
- Lope de Vega, Peribáñez y el comendador de Ocaña, 1.ª ed. Barcelona, Debolsillo, 2002. ISBN 84-9759-074-0
- Lope de Vega, Peribáñez y el comendador de Ocaña: La moza de cántaro: El marido más firme, Madrid, Editora Nacional, 1975. ISBN 84-276-1251-6
- Juan de Zabaleta, El día de fiesta por la tarde, Madrid, Cupsa,1977. ISBN 84-390-0033-2
- Casiano Pellicer, Tratado histórico sobre el origen y progreso de la comedia y del histrionismo en España, Barcelona, Labor, 1976. ISBN 84-335-9816-3

### Dirección / Coordinación de Congresos, Seminarios, etc.
- Congreso Internacional Proyección y Significados del Teatro Clásico Español, Madrid, 2003: homenaje a Alfredo Hermenegildo y Francisco Ruiz Ramón, Madrid, mayo de 2003, coord. José María Díez Borque y José Alcalá-Zamora, Madrid, SEACEX, 2004. ISBN 84-96008-49-5
- Garcilaso de la Vega y su época: del amor y la guerra, actas del ciclo de conferencias "Garcilaso y su época: del amor y la guerra", en el marco de la Fundación Thyssen Bornemisza, editores José María Díez Borque, Luis Ribot García, Madrid, SEACEX, 2003. ISBN 84-95486-71-7
- Calderón desde el 2000: Simposio Internacional Complutense, ed. de José Díez Borque, Madrid, Ollero y Ramos, 2001. ISBN 84-7895-155-5
- Barroco español y austriaco: fiesta y teatro en la corte de los Habsburgo y los Austrias, Museo Municipal de Madrid, abril-junio de 1994, comisarios José M. Díez Borque, Karl F. Rudolf. - Madrid, Museo Municipal, 1994 ISBN 84-604-9099-8
- Jornadas de Teatro Clásico de Almagro (13ª. 1990) Espacios teatrales del barroco español: calle, iglesia, palacio, universidad, dirigido por José María Díez Borque, Kassel, Reichenberg, 1991. ISBN 3-928064-11-8
- Actor y técnica de representación del teatro clásico español, Seminario Actor y técnica de representación del teatro clásico español (Del siglo de Oro a hoy): días 17, 18 y 19 de mayo de 1988. Madrid, ed. por José María Díez Borque, London, Támesis, 1989. ISBN 84-599-2767-9

### Dirección / Coordinación de obras colectivas
- Historia de los espectáculos en España, coord. Andrés Amorós y José M. Díez Borque, Madrid, Castalia, 1999, ISBN 84-7039-825-3
- Historia del teatro en España, dirigida por José María Díez Borque, Madrid, Taurus, 1984-1988
- Historia de la literatura española, Madrid, Taurus, 1980, ISBN 84-306-2996-3
- Métodos de estudio de la obra literaria, Ángel Canellas et al., coordinación de José María Díez Borque, Madrid, Taurus, 1985. ISBN 84-306-2150-4
- Historia de las literaturas hispánicas no castellanas, Madrid, Taurus, 1980, ISBN 84-306-2111-3
- Teatro y fiesta en el barroco: España e Iberoamérica, Seminario de la Universidad Internacional Menéndez Pelayo (Sevilla, octubre de 1985), dirigido por José María Díez Borque, José Alcina Franch et al., Barcelona, Ediciones del Serbal, 1986. ISBN 84-7628-021-1
- Semiología del teatro, Francisco R. Adrados et al., selección de José Mª Díez Borque y Luciano García Lorenzo, Barcelona, Planeta, 1975. ISBN 84-320-7639-2

### Exposiciones y otras obras
- Por los años del "Quijote": vida, sociedad, cultura, textos de José Mª Díez Borque y José Manuel Lucía Megías, exposición itinerante, Madrid, Dirección General de Archivos, Museos y Bibliotecas, 2005.
- Mitos literarios españoles, editor José María Díez Borque, Madrid, Fundación Carolina, 2004
- Lope de Vega, Peribáñez y el comendador de Ocaña, 1.ª ed., Madrid, Compañía Nacional de Teatro Clásico, 2002. ISBN 84-87583-57-1. NIPO 184-02-007-6 (Programa)
- Memoria de la escritura: manuscritos literarios de la Biblioteca Nacional, del "Poema de Mío Cid" a Rafael Alberti, exposición, José María Díez Borque, Madrid, Biblioteca Nacional: Electa España, 1995. ISBN 84-8156-098-7